# Абергеле
Аберге́ле (англ. Abergele, валл. Abergele) — город в историческом и современном графстве Конуи, между городами-курортами Колвин-Бэй и Рил, на севере Уэльса. Его пригород Пенсарн на побережье Ирландского моря известен своим пляжем и преданием о появлении здесь корабля-призрака. Здесь же находится станция Абергеле и Пенсарн Северо-Уэльской прибрежной железной дороге. Курорт Абергеле менее популярен среди туристов, чем соседние с ним курорты Рил, Престатин, Колвин-Бэй, Лландидно и Конуи.

## Этимология названия
Названия города происходит от валлийского слова «абер» (валл. aber) — лиман и названия реки Геле, протекающей через город. То есть Абергеле с валлийского языка переводится «город на устье реки Геле». В свою очередь, название реки происходит от валлийского слова «гело» (валл. gelau) — копьё.

## География
Через город проходит трасса A55. Абергеле окружён лесами, покрывающими склоны, в пещерах которых обитает редкий вид летучей мыши — малый подковонос. Самый высокий холм Мелфри-Исав (валл. Moelfre Isaf) (317 м) находится к югу от города. Прекрасные виды Абергеле можно наблюдать также с холмов Кевн-ир-Огов (валл. Cefn-yr-Ogof), Тауэр-Хилл (англ. Tower Hill) и Тан-и-Гопа (валл. Tan-y-Gopa).
Вместе с пригородом население Абергеле составляет около 10 000 человек. Город является частью городской агломерации Абергеле-Рил-Престатин, общее население которой составляет 64 000 человек. Примерно 29% жителей Абергеле считают валлийский язык родным. Город окружают деревни-спутники, такие как Сент-Джордж, Бетус-и-Рос, Рид-и-Фойл, Бельграно, Лланддолас и Лланвэр-Талеарн.
В пригороде Пенсарн по переписи 2011 года оказался самый высокий процент жителей Абергеле, считающих родным английский язык. Здесь из около 45%.

## История
На месте города Абергеле ещё в VII веке был основан кельтский монастырь, просуществовавший до XII века. Впервые название Абергеле упоминается в IX веке в Анналах Уэльса. Текст повествует, что во время правления Родри Великого скончался некий принц Джонатан из Абергеле, по мнению некоторых исследователей, бывший настоятелем монастыря.
Известно, что король Эдуард I зимовал здесь в декабре 1294 во время своего вторжения в Уэльс, чтобы подавить восстание Мадога ап Лливелина. В конце XII века близ города норманны построили деревянную крепость, уничтоженную валлийцами. Село появилось здесь только после завоевания Уэльса норманнами. Статус города Абергеле получил в 1311 года, когда здесь впервые прошла ярмарка.
В 1868 году в Абергеле произошла одна из страшных железнодорожных катастроф в Великобритании, во время которой погибли 33 человека, похороненные в братской могиле на местном кладбище.
В 1910 году близ города был построен санаторий, который в 1914 году приобрёл в собственность городской совет Манчестера. Здесь же был построен санаторий для детей. В 1948 году он перешёл в ведение Национальной службы здравоохранения Великобритании и вскоре был закрыт.
30 июня 1969 года, накануне объявления принца Чарльза принцем Уэльским в Карнарвоне, Элвин Джонс и Джордж Тейлор, валлийские националисты и члены организации Движение в защиту Уэльса погибли от взрыва бомбы, когда пытались установить её перед правительственным зданием в Абергеле.

## Достопримечательности
| Объект | Описание |
|        | Замок Гурик — замок, построенный в норманнском стиле между 1819 и 1825 годами сэром Ллойдом Хэскетом Бэмфорд-Хэскетом. Принадлежал графам Дандональдам. Во время Второй мировой войны был домом для 200 еврейских беженцев и центром сионистского молодёжного движения Бней-Акива. Ныне преобразован в отель. Имеет официальный статус замка с привидением. |